# Jaime Ignacio del Burgo Tajadura
Jaime Ignacio del Burgo Tajadura (Pamplona-Iruñea, 31 de juliol de 1942) és un polític navarrès enquadrat actualment en Unió del Poble Navarrès, partit que manté un acord de col·laboració política amb el Partit Popular, que es va dissoldre a Navarra, en compliment d'aquest acord. És fill del també polític i historiador franquista Jaime del Burgo. Llicenciat en Dret. Diplomat en l'especialitat jurídic-econòmica per la Universitat de Deusto. Doctor en Dret per aquesta Universitat el 1966. Advocat en exercici. Acadèmic corresponent de la Reial Acadèmia de Ciències Morals i Polítiques. Acadèmic corresponent de la Reial Acadèmia de Jurisprudència i Legislació. Membre del Consell d'Estudis de Dret Navarrès. Membre de l'Orde del Mèrit Constitucional. Professor de dret foral públic de la Universitat de Navarra.

## Trajectòria
- Secretari general de AUTHI entre 1966 i 1970
- Secretari tècnic d'Hisenda de Navarra de 1970 a 1973.
- Director de Coordinació, Planificació i Desenvolupament de la Diputació Foral de Navarra de 1973 a 1976
- És un dels fundadors del Partit Socialdemòcrata Foral de Navarra primer i del Partit Socialdemòcrata d'Espanya després (1976).
- En 1977 ingressa a Unió de Centre Democràtic, i fou escollit Senador per Navarra a les eleccions generals espanyoles de 1977, sent Secretari 2º del Senat.[1]
- En 1979 és novament triat Senador per Navarra en la I Legislatura (1979-1982)
- A les eleccions al Parlament de Navarra de 1979 és Diputat Foral per la Ciutat de Pamplona (1979-1984), Vicepresident de la Diputació Foral-Govern de Navarra (1979-1983) i president de la UCD de Navarra.
- En 1980 va ser acusat d'una suposada malversació de fons (cas FASA), sent destituït com a President de la Diputació.
- En 1981 és reelegit president de la UCD.
- En 1982 ingressa en el Partit Demòcrata Popular (PDP).
- En 1983 és reelegit Parlamentari Foral de Navarra, sent Vicepresident 1r del Parlament de Navarra (1983-1984).
- En 1984 el Tribunal Suprem d'Espanya li dona la raó en el cas de la suposada malversació de fons, sent restituït en la vicepresidència de la Diputació.
- En 1985 és triat portaveu de l'Agrupació Parlamentària Popular en el Parlament de Navarra.
- En 1986 és elegit senador del PDP per Navarra (III Legislatura, 1986-1989).
- En 1989, després de la integració del PDP en el Partit Popular (PP), és elegit president del PP de Navarra i obté un escó per Navarra dintre de la coalició integrada pel PP i Unió del Poble Navarrès (UPN).
- En 1993, en el congrés del PP, és triat membre del comitè executiu nacional del partit per José María Aznar, dins dels cinc llocs de lliure designació.[2]
- En 1993 va ser reelegit diputat per Navarra i és membre de la Comissió d'estudi i investigació sobre el finançament dels partits polítics (1994).
- En 1996 renova la seva acta de diputat per Navarra i és escollit portaveu adjunt del Grup Popular en el Congrés.
- És President de la Comissió Constitucional del Congrés dels Diputats (2002-2004).
- Representant d'Unió del Poble Navarrès en el Comitè Nacional del Partit Popular des de 1991.

## Activitat parlamentària
- Ha estat ponent de nombroses lleis, entre les quals destaquen la Llei de la Jurisdicció Contenciosa-Administrativa i les diverses normes sobre incompatibilitats de Diputats, Senadors i Alts càrrecs de l'Administració.
- Ha pertangut a diverses comissions d'investigació (Filesa, Finançament de Partits Polítics, Irregularitats Agència Tributària, Lli i 11-M).
- En el període constituent va participar, entre altres aspectes, en a l'elaboració de les disposicions addicional primera i transitòria quarta de la Constitució.
- Defensor de la personalitat de Navarra i el dret a conservar la seva identitat amb el manteniment del seu estatus de Comunitat Foral diferenciada, integrada paccionadament en la nació espanyola.
- Va asseure les bases ideològiques i polítiques per a l'Amillorament del Fur engegant el procés que va culminar en la promulgació del nou pacte foral entre l'Estat i Navarra, contingut en la Llei Orgànica de Reintegració i Amillorament del Règim Foral de 1982
- Ha pertangut en representació de Navarra, des de 1984, a la Junta de Transferències i ha participat en les comissions negociadores de diferents pactes fiscals Navarresa-Estat, entre els quals destaquen els Convenis Econòmics de 1990, 1997 i 2003.

## Ideologia
Del Burgo, líder durant la Transició de la Unió de Centre Democràtic a Navarra, va ser un dels principals artífexs de l'existència de dues vies per a accedir a l'autonomia: una per a Navarra i altra per a les Vascongadas (posteriorment País Basc). Així, va propugnar que els corresponia només als navarresos decidir si s'incorporaven al País Basc o no: 
| « | "Només el poble navarrès té dret a decidir si accepta o no l'existència d'un poder polític supranavarrès" ("Punto y Hora de Euskal Herria", nº 11 de 15/9/1976) | » |

Des de llavors, els seus plantejaments s'han mantingut bàsicament similars, accentuant-se el seu rebuig cap a qualsevol fórmula d'entesa amb el País Basc. També ha estat defensor de les Teories de la conspiració de l'11-M. Pel que després de la sentència emesa el 31 d'octubre del 2007, que s'exclou la participació d'ETA i d'altres conpiraciones internes, en els Atemptats de Madrid de l'11 de març de 2004, el Sindicat Unificat de Policia (SUP), el major dels sindicats de policia a Espanya, decideix querellar-se contra del Burgo, a més de contra altres polítics del Partit Popular.

## El cas FASA
La carrera política de del Burgo va travessar el seu major contratemps entre 1980 i 1984, en ser acusat d'estar embolicat en un cas de corrupció, el conegut com a cas Fasa i ser destituït com a President de la Diputació Foral (de la qual era president des de 1979) el 28 d'abril de 1980. Quan era President de la Diputació, aquesta va concedir un crèdit de 81 milions de pessetes (499.000 €) a l'empresa FASA (Foses Alsasua, S.A.), de la qual del Burgo era accionista i a més la Caixa d'Estalvis de Navarra, dependent de la mateixa Diputació, va concedir un crèdit de 57 a aquesta empresa sent del Burgo avalista solidari d'aquesta operació, aparentment ocultant aquesta condició als seus companys de Diputació. Ja el 1976, abans de dedicar-se a la política, havia ocupat càrrecs de rellevància en FASA, treballant com assessor jurídic de la mateixa i sent Secretari del seu Consell d'Administració. Del Burgo es va absentar de la sessió en la qual la Diputació va arribar aquest acord. No obstant això i una vegada rebuts els crèdits, poc després, l'empresa es va declarar en fallida i els diners mai es va recuperar. El 14 d'abril de 1980, el Parlament de Navarra va acordar, amb els vots del seu propi partit, exigir la seva dimissió com a diputat i president de la Diputació però del Burgo no va dimitir, pel que el 28 d'abril la Diputació va acordar la seva destitució, portant-se a terme al setembre de 1980. El 28 de novembre de 1980, la mateixa Diputació va prendre la decisió de dur davant els tribunals a del Burgo, acusant-li de malversació de fons públics.
Del Burgo va recórrer l'acte administratiu de la seva destitució i l'Audiència Territorial de Pamplona, el 26 de juny de 1981, va ratificar la decisió de la Diputació. La sala administrativa del Tribunal Suprem va sentenciar en 1983 els acords de la seva destitució havien de ser anul·lats i que havia de ser restituït com a president del Govern d'aquesta comunitat pel que va tornar a ocupar el càrrec breument en 1984. Del Burgo mai va ser processat penalment i solament es van iniciar accions penals per estafa contra Ignacio Irazoqui, conseller delegat de l'empresa FASA que finalment va ser absolt, sense que per part de la Diputació s'interposés recurs, acudint a la via civil. Durant els seus anys que va durar la seva destitució, havia estat reelegit president de la UCD a Navarra a l'agost de 1981 i dimitit del càrrec al desembre de 1982 per a ingressar en el Partit Demòcrata Popular (PDP).

## Publicacions
- El Pacto Foral de Navarra. (Pamplona, 1966).
- Ciento veinticinco años de vigencia del Pacto-ley de 16 de agosto de 1841. (Pamplona, 1966).
- Origen y fundamento del régimen foral de Navarra. (Editorial Aranzadi. Pamplona, 1967).
- Posibilidades del Derecho positivo vigente para la descentralización. (Pamplona, 1968).
- Régimen fiscal de Navarra. Los Convenios Económicos. (Editorial Aranzadi, Pamplona, 1973).
- El Fuero: pasado, presente, futuro. (Pamplona, 1974).
- Los Fueros del futuro. Ideas para la reforma foral. (Pamplona, 1976).
- Navarra es Navarra. (Pamplona, 1979).
- Navarra en la encrucijada. (Pamplona, 1980).
- Fueros, Democracia, España. (Pamplona, 1985).
- Introducción al estudio del Amejoramiento del Fuero. Los derechos históricos de Navarra. Pròleg d'Eduardo García de Enterría. (Pamplona, 1987).
- El Convenio Económico de 1990 entre el Estado y Navarra. (Pamplona, 1991).
- Soñando con la paz. Nacionalismo vasco y violencia terrorista. Pròleg de José María Aznar. (Temas de Hoy. Madrid, 1994).
- Curso de Derecho Foral Público de Navarra. (Editorial Aranzadi, Pamplona, 1996).
- Navarra es libertad. Vol. I, Artículos; Vol. II, Discursos y conferencias. Pròleg de Jaime Mayor Oreja. (Fundación Humanismo y Democracia, Madrid, 1999).
- El ocaso de los falsarios. (Editorial Laocoonte, Madrid, 2000).
- El desafío nacionalista (Fundación para el Análisis y los Estudio Sociales. Madrid, 2002).
- Jaque a la Constitución. De la propuesta soberanista de CiU al federalismo asimétrico de Maragall. (Ediciones Académicas S.A., Madrid, 2003).
- Por la senda de la Constitución. (Ediciones Académicas S.A., Madrid, 2004).
- José Alonso y la Ley Paccionada de 1841. Homenaje al ministro José Alonso. Presentación de Rafael Catalá Polo, Secretario de Estado de Justicia. (Ministerio de Justicia, Imprenta del Boletín Oficial del Estado, Madrid, 2004.
- 11 Marzo: Demasiadas preguntas sin respuesta (La Esfera de los Libros, S.L., Madrid, 2006).